# Jan z Melsztyna
Jan „Jaśko” z Melsztyna (Melsztyński) herbu Leliwa (zm. 1380 lub 1381) – główny doradca króla Kazimierza Wielkiego (od 1333), łowczy krakowski (1335–1339), kasztelan wojnicki (1343–1345), wojewoda sandomierski (1361), kasztelan krakowski (1366).

## Życiorys
Syn Spycimira Leliwity, brat Rafała z Tarnowa. Od niego  wywodzi się ród Melsztyńskich, a jego brat Rafał – był założycielem rodu Tarnowskich.
Za panowania króla Władysława Łokietka walczył z najazdem wojsk króla czeskiego Jana Luksemburskiego. Towarzyszył królowi polskiemu ze swoim zastępem rycerzy w wyprawie celem odzyskania Śląska, walcząc m.in. w bitwie pod Kościanem, gdzie wedle relacji dał tam wiele dowodów swego męstwa. Walczył też na Pomorzu. Na początku panowania króla Kazimierza, zwanego później Wielkim, tj. w 1333 całe zgromadzenie dostojników wyznaczyło go na opiekuna młodocianych doradców króla.
Skupiał się na zapewnieniu Polsce bezpieczeństwa wewnętrznego i zewnętrznego. Po otruciu w 1340 przez ruskich bojarów księcia Rusi Halicko-Włodzimierskiej Bolesława Jerzego z dynastii Piastów skłonił króla Kazimierza Wielkiego do przyjęcia sukcesji po nim, w wyniku czego Polska interweniowała militarnie, zajmując w 1340 księstwo i jego stolicę Lwów, włączone następnie do Polski. Jan Melsztyński służył w tej wyprawie zarówno radą, jak i męstwem osobistym.
Z Zofią (Ofką), prawdopodobnie pochodzącą z Książa, miał córkę Jadwigę Pilecką, matkę Elżbiety Granowskiej, żony Jagiełły, oraz syna Spytka z Melsztyna, wojewodę i kasztelana krakowskiego.

## Odbiór w kulturze
- Jaśko Melsztyński jest jednym z epizodycznych bohaterów powieści Józefa Ignacego Kraszewskiego pt. "Król chłopów"[3].
- Postać kasztelana krakowskiego odgrywa istotną rolę w serialu "Korona królów". Losy Jaśka przedstawione zostały w trzech pierwszych seriach produkcji. W rolę wcielił się Marcin Rogacewicz[4].